# Liceo classico Quinto Orazio Flacco (Bari)
Il Liceo classico Quinto Orazio Flacco è un istituto statale di istruzione superiore di Bari, fondato nel 1774. La struttura attuale è stata edificata nel 1933 ed ha sede nel rione Libertà, con la facciata sul lungomare; ha 785 studenti in 35 classi.

## Storia
La prima costituzione di un Liceo a Bari risale al XVI secolo, come scuola dei Gesuiti, con impostazione religiosa ed elitaria.
Nel 1774 fu costituito il Regio Liceo delle Puglie, poi trasferito in Piazza San Pietro nella città vecchia. Nel decennio murattiano (1805-1815), soppressi gli ordini religiosi, l’istruzione pubblica fu laicizzata.
Dopo l’Unità d’Italia, nel 1865 il Liceo fu trasformato in Regio Convitto e fu intitolato a Domenico Cirillo, medico, patriota e martire della Repubblica Napoletana del 1799. 
Seguirono una serie di cambi di sede. Nel 1885 il Liceo fu posto al primo piano dell’edificio su Piazza Umberto I (che, con l’istituzione dell’Università di Bari nel 1925, diverrà sede dell’Ateneo); durante la Prima guerra mondiale quella struttura fu adibita ad ospedale, sicché il liceo fu spostato nei locali sede della Deputazione provinciale in via Melo. Al termine del conflitto l’Istituto tornò ad occupare per qualche anno la precedente sede e fu poi allocato nel Palazzo Comunale di Corso Vittorio Emanuele.
Nel 1933 fu edificata la sede attuale; l’anno successivo il Liceo fu intitolato a Quinto Orazio Flacco, con distacco dal Convitto Nazionale. 
Nel 1940 l’edificio ebbe dei danni per un bombardamento; nel periodo  1943-45, a seguito dell’occupazione dell’edificio da parte degli Alleati si spostò in locali di fortuna. 

## L’edificio
La sede attuale è stata edificata su  progetto dell’arch. Concezio Petrucci, con pianta ad M con richiamo all’iniziale  di Mussolini. L’edificio ha la facciata che si affaccia sul Lungomare, mentre l’entrata è sulla laterale Via Pizzoli.
Nell’impianto originario, il primo piano era occupato dagli uffici e dall'aula magna (con preziosi bassorilievi degli scultori Francesco Nagni e Amedeo Vecchi), dalla biblioteca dei docenti, dai dipartimenti di fisica, chimica e scienze naturali e da un piccolo anfiteatro. Il secondo piano ospitava le aule e la biblioteca degli studenti. A piano terra aveva sede la scuola media Giovanni Pascoli.
Negli anni '60 fu costruito un terzo piano, oltre alla nuova ala su Via Murat (parallela al Lungomare) che ne ha modificato la pianta. Al centro dell’edificio vi sono le strutture sportive outdoor.

## Età contemporanea
La storia dell’Istituto è raccolta nella biblioteca e nelle pubblicazioni dei “Quaderni”; è stato inoltre  attuato un restauro conservativo di numerosi strumenti delle collezioni scientifiche (Fisica) e naturalistiche (Botanica, Biologia e Geologia).
Negli anni ’70 fu distaccato il Liceo classico Socrate, che costituisce il secondo liceo classico  statale della città di Bari
Dal gennaio 2014 il Liceo è annoverato  tra le scuole UNESCO.
Nel 2018 è stato pubblicato un appello di intellettuali pugliesi per il sostegno e la rivitalizazione dell’istituto.
È attiva l’associazione 'Ex alunni liceo ginnasio Quinto Orazio Flacco'.